# Park Krajobrazowy Dolina Kamionki
Park Krajobrazowy Dolina Kamionki – park krajobrazowy w województwie wielkopolskim. Objęty ochroną w 1986 jako jedna z dwóch części Pszczewskiego Parku Krajobrazowego, w ówczesnym województwie gorzowskim. Uchwałą Sejmiku Województwa Wielkopolskiego od 2019 pod obecną nazwą i w obecnych granicach.
Park obejmuje fragment doliny niewielkiej rzeki Kamionki. Ma obszar o powierzchni 2046,86 ha. Celem powołania Parku była ochrona naturalnego krajobrazu doliny Kamionki - rzeki płynącej głęboką rynną polodowcową, która w znacznej mierze zachowała naturalny charakter, z obecnymi licznymi meandrami oraz szybko płynącymi odcinkami nawiązującymi do górskich potoków, a także z licznymi źródliskami zlokalizowanymi na zboczach doliny. 

## Podstawa prawna
- uchwała nr XIII/257/19 Sejmiku Województwa Wielkopolskiego z dnia 25 listopada 2019 r. w sprawie Parku Krajobrazowego Dolina Kamionki[1].

## Formy ochrony przyrody
W północnej części Parku znajduje się rezerwat przyrody Dolina Kamionki (59,18 ha). Większość najcenniejszych przyrodniczo terenów bezpośrednio przylegających do rzeki Kamionki na terenie Parku jest objęta ochroną w formie obszaru Natura 2000 Dolina Kamionki (847,68 ha). W części północno-wschodniej fragment Parku pokrywa się z Międzychodzkim Obszarem Chronionego Krajobrazu. Na terenie Parku znajduje się 13 użytków ekologicznych.

## Fauna
Rzeka Kamionka na terenie Parku jest obecnie jedynym w Wielkopolsce miejscem występowania objętego ochroną ścisłą raka szlachetnego – populacja tego gatunku była tu dodatkowo wzmacniana z pomocą reintrodukcji. Dodatkowo, na szybko płynących odcinkach Kamionki stwierdzono obecność chronionego przedstawiciela kręgoustych, minoga strumieniowego Gatunkami ryb najliczniej występującymi w rzece Kamionce są ciernik, śliz (gatunek prawnie chroniony), cierniczek oraz płoć. W płytkich, zarastających zbiornikach wodnych na terenie Parku występują chronione płazy, m.in. kumak nizinny oraz chroniony ślimak - zatoczek łamliwy.

## Flora i roślinność
Większość terenu Parku zajmują lasy, z czego najcenniejsze siedliska leśne zajmują tereny przylegające do rzeki Kamionki, rosnąc na dnie doliny oraz na jej zboczach. Są to przede wszystkim żyzne buczyny z bogatym florystycznie runem, zawierającym takie gatunki jak przytulia wonna, turzyca palczasta, zawilec gajowy i fiołek leśny, oraz lasy łęgowe, a na niewielkich obszarach - grądy. Do najbardziej efektownych roślin leśnych występujących w Parku należą lilia złotogłów, wawrzynek wilczełyko oraz buławnik czerwony. Na zboczach doliny występują też unikalne zbiorowiska roślinne związane ze znajdującymi się tam źródliskami. Dawniej istotną część doliny Kamionki zajmowały ekstensywnie użytkowane łąki – obecnie ich powierzchnia jest znacznie mniejsza niż w przeszłości z powodu zaniechania użytkowania kośnego; wciąż istniejące płaty są bardzo cenne florystycznie, ze stanowiskami m.in. pełnika europejskiego.

## Zagrożenia dla przyrody i krajobrazu
Zagrożeniami dla walorów przyrodniczych Parku są przede wszystkim wahania jakości oraz poziomu wód rzeki Kamionki spowodowane funkcjonowaniem zasilanych przez nią stawów hodowlanych, a także obniżanie się poziomu wód gruntowych. Istotnym zagrożeniem są także obce, inwazyjne gatunki roślin - robinia akacjowa, niecierpek drobnokwiatowy, niecierpek gruczołowaty.

## Turystyka
Przez teren Parku przebiegają szlaki turystyczne piesze, rowerowe i konne, wyznaczono również 1 ścieżkę dydaktyczną.

### Szlaki piesze
Czerwony szlak pieszy PTTK z Międzychodu do Lewic w granicach Parku ma ok. 12,9 km długości, łącząc ze sobą miejscowości Kamionna i Lewice. Szlak przebiega na osi północ-południe, przecinając najciekawsze przyrodniczo obszary w dolinie Kamionki.
 Żółty szlak pieszy PTTK ze Starego Osieczna do Wierzbna w granicach Parku ma ok. 3,8 km długości, łącząc ze sobą miejscowości Kamionna i Mniszki, a następnie opuszczając teren Parku w kierunku Łowynia. Szlak jest zlokalizowany w północnej części Parku, na odcinku Kamionna – Mnichy biegnąc wzdłuż jego granicy.

### Ścieżki dydaktyczne
Ścieżka edukacyjna "Dolina Kamionki" o długości ok. 4 km zatacza pętlę wokół Centrum Edukacji Regionalnej i Przyrodniczej w Mniszkach, przecinając przykładowe ekosystemy zlokalizowane w dolinie rzeki.

### Szlaki rowerowe
- Międzychodzka pętla południowa (ok. 35 km długości) przecina teren Parku na odcinku Gralewo-Mnichy-Tuczępy[15]
- Szlak Powstań Narodowych Pętla Międzychodzka (ok. 30 km długości) prowadzi wzdłuż granic Parku w jego północnej części, przecinając dolinę Kamionki na wysokości Mniszek[16][17]
- Niebieski szlak rowerowy wokół Pszczewa (ok. 52 km długości, w granicach Parku ok. 10,7 km) przecina teren Parku na osi północ-południe, łącząc ze sobą miejscowości Lewice, Krzyżkówko, Mniszki, Mnichy, Kamionna. Szlak dawno nie konserwowany[13].

### Szlaki konne
Wilczy szlak na terenie Parku ma ok. 3,8 km długości, przecinając północną część Parku i pokrywając się przebiegiem z  żółtym szlakiem pieszym.